# Veckatimest
Veckatimest — третій студійний альбом американського інді-рок гурту Grizzly Bear, виданий 26 травня 2009 року на лейблі Warp Records.
Veckatimest посів 8-му сходинку американського Billboard 200, продавши 33 тис. копій у перший тиждень після релізу.
Альбом отримав визнання критиків. Пісні "While You Wait for the Others" та "Two Weeks" потрапили до списку 500 найкращих пісень 2000-х за версією музичного видання Pitchfork Media, а сам альбом опинився на 42-й сходинці у їхньому списку 200 найкращих альбомів десятиліття. Rolling Stone помістив альбом на 21-шу сходинку списку найкращих альбомів року. Альбом посів 4-ту сходинку у списку найкращих альбомів року за версією Spin Magazine. Pitchfork Media також помістив альбом на 6-ту сходинку списку найкращих альбомів 2009 року.

## Список композицій
| #   | Назва                           | Тривалість |
| --- | ------------------------------- | ---------- |
| 1.  | «Southern Point»                | 5:02       |
| 2.  | «Two Weeks»                     | 4:03       |
| 3.  | «All We Ask»                    | 5:21       |
| 4.  | «Fine for Now»                  | 5:31       |
| 5.  | «Cheerleader»                   | 4:54       |
| 6.  | «Dory»                          | 4:26       |
| 7.  | «Ready, Able»                   | 4:17       |
| 8.  | «About Face»                    | 3:21       |
| 9.  | «Hold Still»                    | 2:24       |
| 10. | «While You Wait for the Others» | 4:29       |
| 11. | «I Live with You»               | 4:57       |
| 12. | «Foreground»                    | 3:35       |

| Бонусний трек iTunes | Бонусний трек iTunes      | Бонусний трек iTunes |
| #                    | Назва                     | Тривалість           |
| -------------------- | ------------------------- | -------------------- |
| 13.                  | «All We Ask (Piano Demo)» | 3:11                 |

| Японський бонусний трек | Японський бонусний трек | Японський бонусний трек |
| #                       | Назва                   | Тривалість              |
| ----------------------- | ----------------------- | ----------------------- |
| 13.                     | «Untitled #6»           | 3:44                    |

| Бонусний диск делюксового видання | Бонусний диск делюксового видання                         | Бонусний диск делюксового видання |
| #                                 | Назва                                                     | Тривалість                        |
| --------------------------------- | --------------------------------------------------------- | --------------------------------- |
| 1.                                | «Southern Point" (KCRW Session)»                          | 5:23                              |
| 2.                                | «All We Ask" (KCMP Session)»                              | 4:32                              |
| 3.                                | «Ready, Able" (KCRW Session)»                             | 4:07                              |
| 4.                                | «Foreground" (Duyster Session)»                           | 3:08                              |
| 5.                                | «Two Weeks" (BBC Maida Vale Session)»                     | 4:04                              |
| 6.                                | «Dory" (World Cafe Session)»                              | 3:38                              |
| 7.                                | «While You Wait For The Others" (BBC Maida Vale Session)» | 4:30                              |

## Склад учасників

### Гурт
- Деніел Россен — вокал, гітара, клавішні, струнне аранжування ("I Live with You")
- Ед Дросте — вокал, гітара, клавішні
- Кріс Тейлор — бас, духові інструменти, бек-вокал
- Крістофер Беар — ударні, бек-вокал

### Інші музиканти
- Вікторія Легранд — бек-вокал ("Two Weeks")
- Бруклінський молодіжний хор — бек-вокал ("Cheerleader", "I Live with You", "Foreground")
- Струнний квартет Акме — струнні ("Southern Point", "Ready, Able", "I Live with You", "Foreground")
- Ніко Малі — хорове аранжування ("Cheerleader", "Foreground"), аранжування струнного квартету ("Southern Point", "Ready, Able", "Foreground")

### Учасники запису
- Кріс Тейлор — продюсер, інженер
- Гарет Джонс — інженер
- Грег Калбі — зведення
- Стів Фелоун — зведення

### Обкладинка
- Вільям Дж. О'Браєн — малюнок
- Бен Вілкерсон Туслі — дизайн
- Амелія Бауер — рукописний текст

## Зов. посилання
- Обговорення альбому гуртом [Архівовано 16 серпня 2009 у Wayback Machine.]
- Ед Дросте про Veckatimest [Архівовано 4 липня 2009 у Wayback Machine.]